# Kisterud
Kisterud är en by väster om tätorten Västra Ämtervik i Sunne kommun i Värmland. Byn ligger vid sjön Aplungen väster om Mellan-Fryken. Kisterud är omnämnt i Selma Lagerlöfs bok Kejsarn av Portugallien.

## Historia
Kisterud är upptaget som 1 skattehemman år 1554.